# Gul Aga Sirzai
Gul Aga Sirzai egykori hadúr, a kelet-afganisztáni Nangarhar tartomány kormányzója.

## Élete

### Fiatalkora
Pontos korát maga sem tudja, de – szegény étteremtulajdonos apja oldalán – már fiatalon csatlakozott a szovjet megszállók ellen 1979-ben kezdődött harchoz, rangot szerezve a déli Kandahárban ősidők óta befolyásos pastu klánon belül. Akkor vette fel az „oroszlán fiát” jelentő Sirzai nevet, amikor apját 1989-ben egy szakács megmérgezte. A gyilkost saját kezűleg lőtte szitává, holttestét pedig egy fára akasztotta.

### A hadúr
A baloldali kormány bukása után 1992–1994 között Kandahár – afgán mércével mérve is szokatlanul véreskezű – kormányzója volt, hasznot húzva az ópiumtermelésből és vámot szedve a kereskedelemből. A tálibok hétévi uralmát a pakisztáni Kvettában vészelte át – luxuskörülmények között. A 2001-ben Afganisztánt lerohanó USA-val rögtön felvette a kapcsolatot, és másfél ezer fegyveresét maga vezetve – különleges amerikai erők segítségével – visszafoglalta Kandahárt. Sirzait újra a tartomány élére választották, majd Hamid Karzai menesztette, egy évre rá viszont kinevezte Nangarhar tartomány kormányzójává.